# ركب (جبلة)

تعديل مصدري - تعديل

ركب محلة تابعة لقرية المدرى، التابعة لعزلة الثوابي بمديرية جبلة إحدى مديريات محافظة إب في الجمهورية اليمنية، بلغ تعداد سكانها 186 حسب تعداد اليمن لعام 2004.